# Titi Camara
Aboubacar Sidiki Camara – detto Titi – (Conakry, 17 novembre 1972) è un allenatore di calcio ed ex calciatore guineano, di ruolo attaccante.

## Carriera

### Giocatore

#### Club
Durante la sua carriera ha giocato con varie squadre di club, tra cui il Liverpool, con cui conta 37 presenze e 15 reti tra campionato e coppe.
Nel gennaio 2003 passa al West Ham in cambio di 1,7 milioni di euro. In due stagioni e mezzo gioca 71 incontri e 47 gol.

#### Nazionale
Ha rappresentato numerose volte la Nazionale guineana.

### Allenatore
Nel 2009 è stato allenatore della Nazionale guineana.

## Palmarès

### Giocatore

#### Competizioni nazionali
- Campionato saudita: 1

Al-Ittihad: 2003